# Fiat Linea
Fiat Linea – samochód osobowy klasy B/C produkowany przez włoską markę FIAT w latach 2007 – 2015.

## Historia i opis modelu

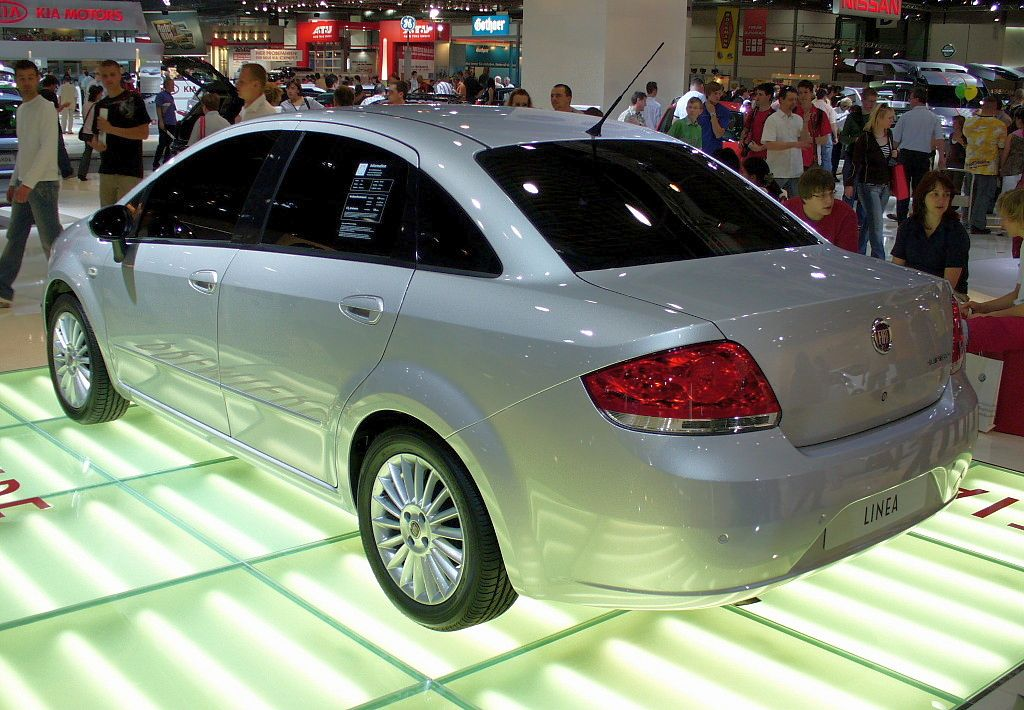
Fiat Linea – tył

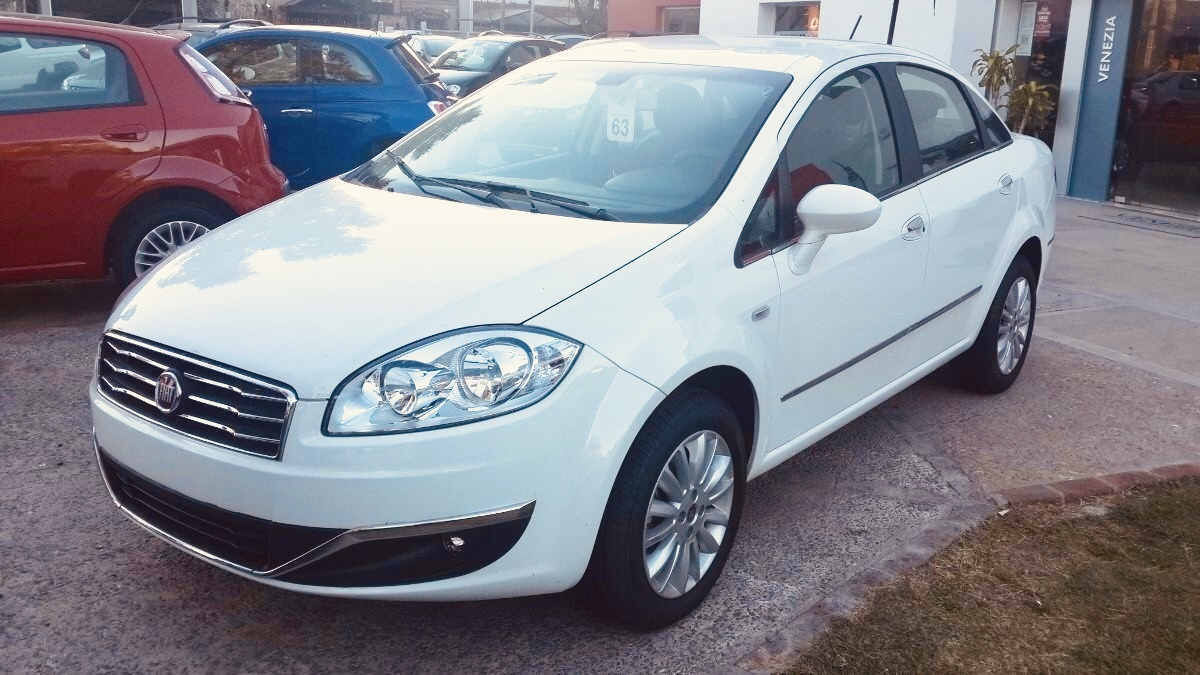
Fiat Linea po liftingu

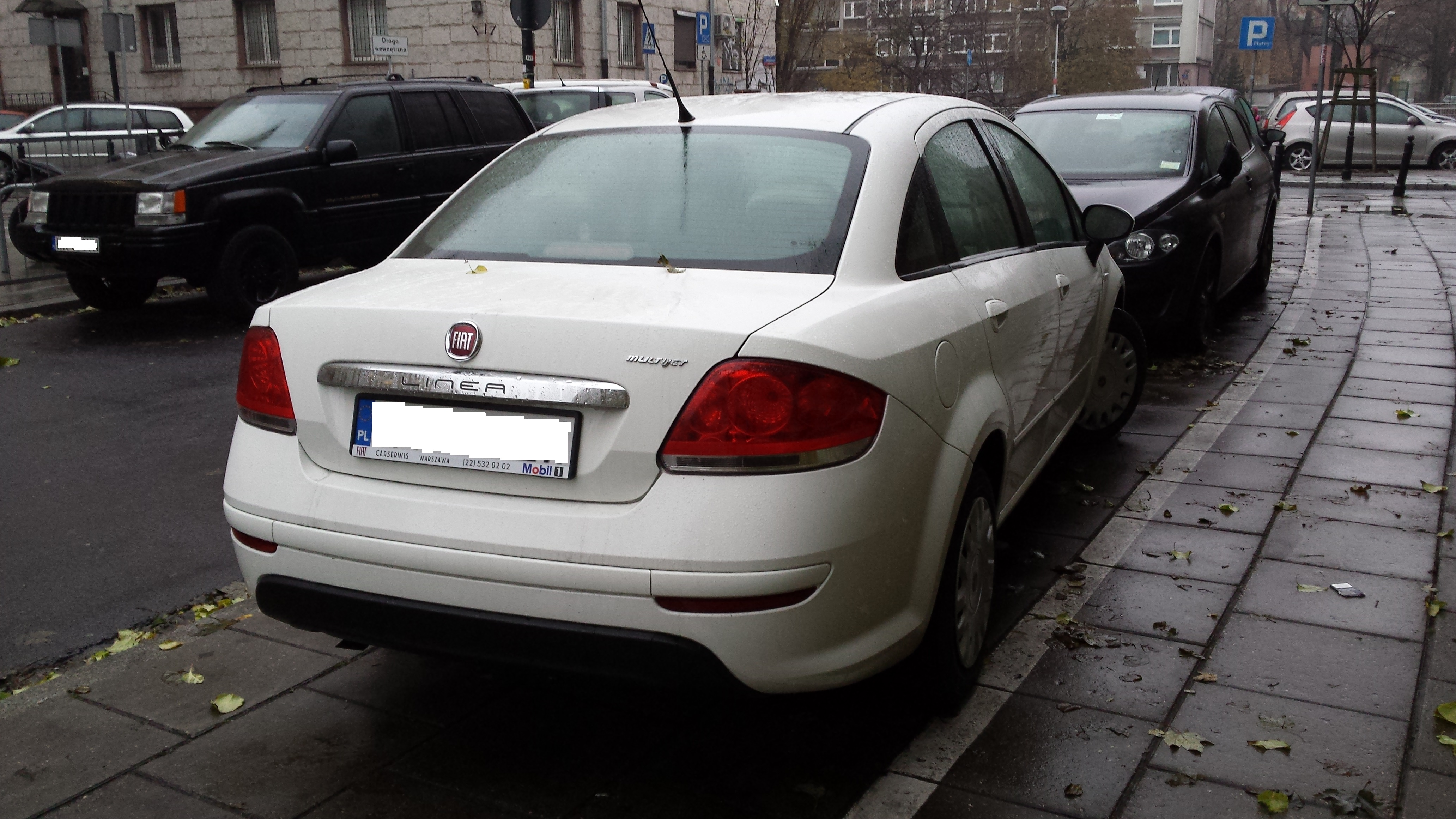
Fiat Linea – tył po liftingu

Samochód został po raz pierwszy oficjalnie zaprezentowany podczas targów motoryzacyjnych w Stambule w 2006 roku. Produkcję uruchomiono 26 marca 2007 roku. Pojazd zbudowany został na platformie GM Fiat SCCS, którą wykorzystuje m.in. pokrewny Fiat Grande Punto. Linea zastąpiła modele Albea oraz Marea.
Linea nie ukrywa bliskiego pokrewieństwa z Grande Punto – widać to chociażby po bardzo podobnej stylizacji, także wnętrze pozostało niemalże identyczne jak w mniejszym bracie. Zwiększono za to rozstaw osi o prawie 10 cm co znacznie zwiększyło miejsce dla pasażerów na nogi.
W 2008 roku auto otrzymało nagrodę Autobest Roku.

### Lifting
W 2012 roku auto przeszło lifting. Przemodelowana została atrapa chłodnicy oraz zderzaki, a także tylne lampy oraz pokrywa bagażnika, która zyskała miejsce na tablice rejestracyjną. Przemodelowano wnętrze. Przy okazji odświeżono także gamę wersji wyposażeniowych pojazdu, a gama wersji silnikowych została ograniczona wyłącznie do silnika 1.3 MultiJet.

### Turcja
W chwili premiery w Turcji w 2007 roku samochód był początkowo dostępny z silnikiem benzynowym 1.4 Fire i silnikiem wysokoprężnym 1.3 Multijet. Następnie do gamy silnikowej doszły motory 1.4 TurboJet o mocy 120 KM i silnik wysokoprężny 1.6 o mocy 105 KM. Samochody produkowane w fabryce w Tofaş są skierowane głównie na rynek Turecki, zakłady produkują również zestawy montażowe CKD wysyłane do Rosji.

### Brazylia
W Brazylii Linea zadebiutowała we wrześniu 2008 roku. Dostępne były tam dwa silniki. Pierwszy 1,9 E-TorQ o mocy 132 KM, który mógł być zasilany zarówno benzyną jak i etanolem, oraz silnik 1.4 T-Jet o mocy 152 KM z samochodu Abarth Grande Punto.

### Indie
W styczniu 2009 roku auto zadebiutowało w Indiach. Dostępne tam silniki to 1.4 Fire o mocy 90 KM i wysokoprężny 1.3 MultiJet o mocy 93 KM.
W październiku 2010 zadebiutował również benzynowy 1.4 T-Jet o mocy 114 KM.

### Wersje wyposażenia
- Fresh
- Actvie
- Dynamic
- Emotion
- Tour de Pologne - wersja specjalna[8]

Bazowa wersja Fresh wyposażona została standardowo m.in. w system ABS z EBD, 2 poduszki powietrzne, system Isofix oraz elektryczne sterowanie szyb przednich. 
Wersja Active dodatkowo wyposażona została w m.in. regulowany na wysokość fotel kierowcy oraz instalację do montażu radia (antena i 6 głośników).
Wersja Dynamic dodatkowo otrzymała m.in. klimatyzację, elektryczne sterowanie lusterek, zamek centralny z pilotem, wielofunkcyjną skórzaną kierownicę, radio CD, światła przeciwmgłowe oraz 16-calowe alufelgi. 
Topowa wersja Emotion dodatkowo wyposażona została m.in. w system audio Blue&Me z zestawem głośnomówiącym Bluetooth, portem USB i AUX, klimatyzację automatyczną, elektrycznie sterowany fotel kierowcy, a także boczne poduszki powietrzne oraz kurtyny boczne.

### Wersje wyposażenia (FL)
- Pop
- Easy

Wersja Pop standardowo wyposażona została m.in. w 2 poduszki powietrzne, system ABS z EBD, zamek centralny z pilotem, wspomaganie kierownicy, elektryczne sterowanie szyb przednich, komputer pokładowy oraz radio CD/MP3.
Bogatsza wersja Easy standardowo wyposażona została dodatkowo m.in. w klimatyzację, podgrzewanie oraz elektryczne sterowanie lusterek oraz dzieloną tylną kanapę, a także regulowany na wysokość fotel kierowcy i lakierowane listwy boczne.
Opcjonalnie pojazd wyposażony może być m.in. w boczne poduszki powietrzne, kurtyny boczne, system audio Blue&Me z zestawem głośnomówiącym Bluetooth, portem USB i AUX oraz wielofunkcyjną kierownicą, alufelgi, światła przeciwmgielne, elektryczne sterowanie szyb tylnych, dwustrefową klimatyzację automatyczną, a także czujniki deszczu, zmierzchu i parkowania.

### Silniki
| Silnik                | Pojemność skokowa [cm³] | Moc maksymalna [KM] ([kW]) przy obr./min | Maks. moment obrotowy [Nm] przy obr./min | Układ i liczba cylindrów | Układ rozrządu/ liczba zaworów | Przyśpieszenie (s) 0–100 km/h | Prędkość maksymalna km/h | Spalanie (l/100km) miasto/trasa/średnio | Emisja CO2 [g/km]  |
| Silniki benzynowe:    | Silniki benzynowe:      | Silniki benzynowe:                       | Silniki benzynowe:                       | Silniki benzynowe:       | Silniki benzynowe:             | Silniki benzynowe:            | Silniki benzynowe:       | Silniki benzynowe:                      | Silniki benzynowe: |
| --------------------- | ----------------------- | ---------------------------------------- | ---------------------------------------- | ------------------------ | ------------------------------ | ----------------------------- | ------------------------ | --------------------------------------- | ------------------ |
| 1.4                   | 1368                    | 77 (57)/6000                             | 115/3000                                 | R4                       | OHC/8                          | 14,6                          | 165                      | 8,2/5,1/6,3                             | 148                |
| 1.4 T-Jet             | 1368                    | 120 (88)/5000                            | 206/2500                                 | R4                       | DOHC/16                        | 9,0                           | 195                      | 9,3/5,3/6,8                             | 159                |
| Silniki wysokoprężne: |                         |                                          |                                          |                          |                                |                               |                          |                                         |                    |
| 1.3 Multijet 16v      | 1248                    | 75 (55)/4000                             | 190/1750                                 | R4                       | DOHC/16                        | 13,8                          | 170                      | 6,5/4,0/4,9                             | 129                |
| 1.3 Multijet 16v      | 1248                    | 90 (66)/4000                             | 200/1750                                 | R4                       | DOHC/16                        | 12,2                          | 180                      | 6,1/3,9/4,7                             | 123                |
| 1.6 Multijet 16v      | 1598                    | 105 (77)/4000                            | 290/1500                                 | R4                       | DOHC/16                        | 11,0                          | 190                      | 6,4/4,2/5,0                             | 131                |

### Sprzedaż w Polsce
| Rok  | Sprzedaż (szt.) |
| ---- | --------------- |
| 2007 | 1 750           |
| 2008 | 2 348           |
| 2009 |                 |
| 2010 |                 |
| 2011 | 491             |
| 2012 | 418             |
| 2013 | 209             |
| 2014 | 44              |

## Problemy i usterki
Fiat Linea jest na ogół samochodem prostym w konstrukcji, opartym na prostych rozwiązaniach, toteż usterki zdarzają się rzadko, a jeżeli już to są w większości proste i tanie w naprawie.
- W silniku 1.4 8V problematyczny bywa czujnik faz rozrządu
- Silnik 1.3 MultiJet posiada łatwo rozciągający się łańcuch rozrządu, jednak ten jest tani w naprawie
- W rzadko spotykanym 1.4 T-Jet problemami mogą wycieki płynu chłodniczego oraz oleju, a także usterki cewek zapłonowych
- W wysokoprężnym 1.6 MultiJet problematyczny jest filtr cząstek stałych
- W przednim zawieszeniu zastosowano wadliwe, szybko zużywające się górne łożyska kolumn McPhersona, oraz dość szybko wybijające się łączniki stabilizatora i tuleje wahaczy
- Problematyczna bywa przekładnia kierownicza i układ wspomagania
- Problemem bywają także m.in. pękająca obudowa alternatora, uszkodzenia centralnego zamka, rozładowanie akumulatora, pękająca klapka wlewu paliwa, oraz źle spasowane drzwi (których tarcie może prowadzić do korozji)